# Estado vegetativo
Um estado vegetativo (EV) ou falta de resposta pós-coma é um distúrbio de consciência no qual pacientes com danos cerebrais graves estão em um estado de excitação parcial em vez de verdadeira consciência. Após quatro semanas em estado vegetativo, o paciente é classificado como estando em estado vegetativo persistente (EVP). Este diagnóstico é classificado como um estado vegetativo permanente alguns meses (três nos EUA e seis no Reino Unido) após uma lesão cerebral não traumática ou um ano após uma lesão traumática. O termo síndrome da vigília sem resposta pode ser usado alternativamente, já que "estado vegetativo" tem algumas conotações negativas entre o público
O caso documentado de mais longa permanência em estado vegetativo persistente foi o de Elaine Esposito, que ficou 37 anos e 111 dias em EVP, de 1941 a 1978.

## Tratamento
Atualmente, não existe tratamento para o estado vegetativo que satisfaça os critérios de eficácia da medicina baseada em evidências. Vários métodos foram propostos, os quais podem ser subdivididos em quatro categorias: métodos farmacológicos, cirurgia, fisioterapia e várias técnicas de estimulação. A terapia farmacológica usa principalmente substâncias ativadoras, como antidepressivos tricíclicos ou metilfenidato. Resultados mistos foram relatados usando drogas dopaminérgicas, como amantadina e bromocriptina, e estimulantes, como dextroanfetamina. Métodos cirúrgicos, como estimulação cerebral profunda, são usados com menos frequência devido à invasividade dos procedimentos. As técnicas de estimulação incluem estimulação sensorial, regulação sensorial, música e terapia musicocinética, interação sócio-tátil e estimulação cortical.

### Zolpidem
Há evidências limitadas de que o medicamento hipnótico zolpidem tenha efeito. Os resultados dos poucos estudos científicos publicados até agora sobre a eficácia do zolpidem têm sido contraditórios.